# Raymond Rascas d'Uzès
Pour les articles homonymes, voir Raymond d'Uzès.
Raymond d'Uzès (v.1130-1210), surnommé Rascas (c'est-à-dire teigneux ou chauve, à la suite de la teigne), encore désigné sous le nom de rasco, en languedocien, est un seigneur d'Uzès et de Posquières. Il hérite du quart de la seigneurie d'Uzès.

## Biographie
Raymond d'Uzès naît aux environs de 1130. Il est le fils de Bermond Ier d'Uzès, seigneur d'Uzès, et de Roscie du Caylar. Il a un frère aîné, Elzéar II d'Uzès, qui obtient la seigneurie de Posquières.
Il semble épouser, vers 1175, Marie, sa cousine, fille de Rostaing Ier de Posquières.
Il se bat aux côtés de son cousin, Raymond V, comte de Toulouse, contre Bernard Aton IV Trencavel, vicomte de Nîmes. En échange de ses services, le comte lui donne, en avril 1185, le castrum d'Aimargues, qui restera dans le domaine de la famille. En février 1199, il rend hommage à l'évêque d'Avignon pour le castrum de Saze.
Il fait plusieurs legs à la chartreuse de Valbonne (période 1203?-1205),. La donation de 1205 concerne le Puech d'Yssel, situé sur l'actuelle de Carsan. Cette donation est faite au château de Montaigu (Carsan), en présence des seigneurs des environs.
Le 3 mai 1206, il est l'un des co-seigneurs à octroyer des libertés aux habitants de la cité. L'année suivante, il rend hommage avec son parent, Elzéar du Caylar, dit Elzéar II d'Uzès, pour ce qu'il détient dans le diocèse d'Uzès.
Raymond VI, comte de Toulouse, est absous de son excommunication dans l'église de Saint-Gilles, le 18 juin 1209, il donne pour caution de son serment seize de ses barons, au nombre desquels se trouvaient Raymond Rascas, son fils Decan, et Rostaing IV de Posquières, son neveu.
Raymond d'Uzès teste en août 1209, en citant ses deux fils. Il meurt le 27 février 1210.

## Famille
Raymond épouse très probablement Marie, sa cousine, dont il a deux fils : Bermond II d'Uzès, qui suit, et Raymond-Decan.